# اچ‌ام‌ای‌اس کاتومبا
اچ‌ام‌ای‌اس کاتومبا (به انگلیسی: HMAS Katoomba) یک کشتی بود که طول آن ۱۸۶ فوت (۵۷ متر) بود. این کشتی در سال ۱۹۴۱ ساخته شد.